# Ammoor
Ammoor é uma panchayat (vila) no distrito de Vellore, no estado indiano de Tamil Nadu.

## Demografia
Segundo o censo de 2001,  Ammoor  tinha uma população de 11,296 habitantes. Os indivíduos do sexo masculino constituem 50% da população e os do sexo feminino 50%. Ammoor tem uma taxa de literacia de 66%, superior à média nacional de 59.5%; com 59% para o sexo masculino e 41% para o sexo feminino. 12% da população está abaixo dos 6 anos de idade.